# Hylopetes baberi
Hylopetes baberi es una subespecie de roedor de la familia Sciuridae.

## Distribución geográfica
Es  endémica de Afganistán.